# 대한민국 민법 제499조
대한민국 민법 제499조는 준용규정에 대한 민법 채권법 조문이다.

## 조문
제499조(준용규정) 제476조 내지 제479조의 규정은 상계에 준용한다.

第499條(準用規定) 第476條 乃至 第479條의 規定은 相計에 準用한다.

## 참고 문헌
- 오현수, 일본민법, 진원사, 2014. ISBN 9788963463452
- 오세경, 대법전, 법전출판사, 2014 ISBN 9788926210277
- 이준현 , LOGOS 민법 조문판례집, 미래가치, 2015. ISBN 9791155020869